# ひとりぽっちで踊らせて
「ひとりぽっちで踊らせて」（ひとりぽっちでおどらせて）は、1979年8月に研ナオコが発売した22枚目のシングルである。

## 概要
「第30回NHK紅白歌合戦」に2年連続3回目の果たし、ジャズピアニスト・世良譲のピアノ伴奏により同曲を歌唱した。なお紅白出演時の研は、唄い出しを間違え早めに歌ってしまうハプニングがあったが、世良に教えられ改めて歌い直した。
なお、楽曲提供者の中島みゆきも1985年のアルバム『御色なおし』でセルフカバーを行っている。

## 収録曲
- 全作詞・作曲：中島みゆき

1. ひとりぽっちで踊らせて
  - 編曲：石川鷹彦
2. 海鳴り
  - 編曲：戸塚修

中島みゆきのアルバム『愛していると云ってくれ』収録曲のカバー。

## カバー
ひとりぽっちで踊らせて
- 中島みゆき（1985年、アルバム『御色なおし』収録／セルフカバー）
- 西田あい（2015年、カバーアルバム『あいの唄〜Love Songs〜』収録）